# Clara Clemência de Maillé-Brézé
Clara Clemência de Maillé (em francês: Claire-Clémence de Maillé; Brézé, 25 de fevereiro de 1628 - Châteauroux, 16 de abril de 1694), princesa de Condé, foi uma nobre francesa.

## Biografia
Nascida a 25 de fevereiro de 1628, era a filha mais nova de Urbano de Maillé, Marquês de Brézé e de Nicole du Plessis de Richelieu, irmã do Cardeal de Richelieu.
Por razões políticas, desposou, em 11 de fevereiro de 1641 Luís II, Príncipe de Condé, Duque d’Enghien, com apenas 13 anos de idade. Luís era membro da Casa de Bourbon-Condé, ramo cadete da Casa de Bourbon. Tiveram, três filhos um dos quais atingiu a idade adulta e passou à posteridade:
1. Henrique Júlio, Príncipe de Condé - Paris, 29 de julho de 1643 – 1 de abril de 1709)
2. Luís de Bourbon, Duque de Bourbon (Bordéus, 20 de setembro de 1652 – id., 11 de abril de 1653)
3. Mademoiselle de Bourbon (Breda, 12 de novembro de 1657 – Paris, 28 de setembro de 1660)

## Títulos e tratamentos
- 25 de fevereiro de 1628 – 11 de fevereiro de 1641 Mademoiselle de Brézé.
- 11 de fevereiro de 1641 – 26 de dezembro de 1646: Sua Alteza Sereníssima a Duquesa de Enghien.
- 26 de dezembro de 1646 – 11 de novembro de 1686: Sua Alteza Sereníssima a Princesa de Condé.
- 11 de novembro de 1686 – 16 de abril de 1694: Sua Alteza Sereníssima a Princesa-viúva de Condé.